# 三上満
三上 満（みかみ みつる、通称の読みは「みかみ まん」、男性、1932年〈昭和7年〉3月12日 - 2015年〈平成27年〉8月21日）は、日本の教育評論家。テレビドラマ「3年B組金八先生」のモデルの一つになった元・中学校教諭である。全国労働組合総連合（全労連）議長・全日本教職員組合（全教）委員長を歴任。

## 人物・概要
東京都生まれ。1953年日本共産党に入党。東京大学教育学部を卒業後、1955年に東京都公立中学校の社会科教諭となる。文京区立第一中学校と葛飾区立大道中学校に勤務し、非行対策などの教育実践を積み重ねる。三上の教育実践が「3年B組金八先生」のモデルになった。
教員として現場で実践を積み重ねる傍らで教職員組合役員を歴任し、その後労働組合専従役員となる。東京都教職員組合（都教組）委員長に就任、日本教職員組合（日教組）からの脱退や全日本教職員組合（全教）・全国労働組合総連合（全労連）の結成に深く関わる。1991年3月 - 1995年3月には全教委員長、1994年8月 - 1996年7月に全労連議長をそれぞれ務めた。
1999年東京都知事選挙に、「明るい革新都政を作る会」（日本共産党推薦）の候補者として立候補し、66万票余を得たが、落選。2000年3月-2005年9月、医療法人財団東京勤労者医療会東葛看護専門学校第2代校長。「子どもの権利・教育・文化全国センター」代表委員、「平和・民主・革新の日本をめざす全国の会」代表世話人を務めた。
教育問題を中心に、著書を多数出版している。また宮沢賢治の研究をライフワークにし、著書も出版している。2003年、『明日への銀河鉄道―わが心の宮沢賢治』（新日本出版社）で第18回岩手日報文学賞・賢治賞受賞。
2015年8月21日、食道がんのため死去。83歳没。

## 著書
- 『現代っ子の教師論』（1969年・鳩の森書房、1982年再刊・労働旬報社）
- 『君たちのゆく道は』鳩の森書房 1972
- 『各駅停車の教育』鳩の森書房 1973
- 『わかる授業 マンさんの教育学』（1973年・労働旬報社）
- 『何を教え何を学ぶか 教師・子どもが響きあう』労働旬報社 父母と教師の考えるシリーズ 1977
- 『十八歳の生と死 笹沼健太郎君の日記が問いかけるもの』現代史出版会 1978
- 『きびしさの復権 いま教育に問われているもの』新評論 1980
- 『非行に負けない子育て 続きびしさの復権』新評論 1981
- 『非行問題と学校』（1982年・新日本出版社）
- 『思春期と非行問題』新日本新書 1983
- 『きみは青春をみたか 新しい自分の発見と開拓』労働旬報社 青春ライブラリー 1984
- 『受験時代に きみたちのゆく道は』労働旬報社 青春ライブラリー 1984
- 『輝け子どもたち』新日本出版社 1985
- 『学校とはなにか 魅力と可能性を求めて』労働旬報社 シリーズ・これからの教育 1986
- 『眠れぬ夜の教師のために』（1986年・大月書店・国民文庫）
- 『かぎりなく愛しいもの 輝け子どもたちパート2』新日本出版社 1987
- 『教育に愛とロマンを』かもがわブックレット 1990
- 『仲間たちへの手紙 教育はなにをめざすか』労働旬報社 1990
- 『学校ここにある希望』（1994年・新日本出版社）
- 『希望はぐくむ学校へ 「新学力観」をこえて』（1995年・かもがわ出版）
- 『歴史のリレーランナーたちへ』労動旬報社 1996
- 『教師への伝言』新日本新書 1998
- 『21世紀は働くものが主人公』清風堂書店 1999
- 『ほんとうの幸いもとめて 宮沢賢治修羅への旅』ルック 1999
- 『よみがえれ教育への希望 教師・父母・子どもで拓く21世紀』三友社出版 21世紀ブックレット 1999
- 『人間の明日と向き合う』かもがわ出版 2000
- 『明日への銀河鉄道 わが心の宮沢賢治』（2002年・新日本出版社）
- 『憲法－人生かけて守るもの』（共著・2005年・かもがわ出版）
- 『野の教育者・宮沢賢治』（2005年・新日本出版社）
- 『賢治の北斗七星―明日へのバトン』（2009年・新日本出版社）
- 『いま、宮澤賢治の生き方に学ぶ』（2012年・本の泉社、ISBN 978-4780706932）
- 『賢治の旅　賢治への旅』（2013年・本の泉社、ISBN 978-4780709704）
- 『アベニモ負ケズハシモトニモ負ケズ - 宮沢賢治教育への贈りもの』（2013年・フォーラム・A、ISBN 978-4894288041）
- 『賢治の旅賢治への旅』本の泉社 2013
- 『いまほんとうの教育を求めて』（2014年・新日本出版社、ISBN 978-4406057851）

### 共編著
- 『現代っ子としつけ』小森香子,加藤則夫共著 鳩の森書房 1970
- 『自信をもって育てる親の本 講座家庭と教育 4 中学生』編 汐文社 1975
- 『若木は嵐にそだつ わが青春の発見と挑戦』須長茂夫共著 労働旬報社 1976
- 『親のための教育学 第4巻 中・高校生の子をもつ親へ』丸岡秀子,丸木政臣共著 ダイヤモンド社 1979
- 『若き教師たちへ 教師の生きがいを創る』石田明共著 労働旬報社 シリーズ日本の教師 1979
- 『子どもの発見教育の発見』岸本裕史共著 労働旬報社 子育て・教育対談 1983
- 『わが子にぶつかれ 暴走族の親の会奮戦記』小田島薫、牛島徹共著 あけび書房 シリーズよみがえる教育 1984
- 『子ども・若もの「再発見」』山田敬男共著 東京民医連教育委員会編 同時代社 1990
- 『めんどうくさいもの・人間 映画・教育・そして愛』山田洋次共著 労働旬報社 メッセージ21 1991
- 『「子どもの権利条約」から学校をみる』竹内常一共著 労働旬報社 メッセージ21 1993
- 『宮沢賢治修羅への旅』小松健一写真 ルック 1997
- 『看護大好き、人間大好き』川島みどり,高柳新共著 かもがわ出版 2003
- 『憲法 人生かけて守るもの』大江洸,小林洋二共著 かもがわブックレット 2005
- 『患者さんの笑顔が見たい 看護学生の日々 フォト・ドキュメント』小林功フォト かもがわ出版 2007
- 『教育基本法「改正」後の教育 憲法・'47年教育基本法の理念を生かし子どもを守るために』浦野東洋一,伊藤真ほか共著 草土文化 2007
- 『三上満と松野迅がおくる星めぐりの歌 ライヴCDブック』音楽センター 2010